# C Barroso (C-1)
Barroso foi um cruzador protegido operado pela Marinha do Brasil entre os anos 1896 e 1931. O cruzador fez parte do  programa naval brasileiro do final do século XIX de aquisição emergencial de navios de guerra para a superação do enfraquecimento da armada. A embarcação foi construída na Inglaterra pela fabricante W. C. Armstrong Withworth & Co., sendo comissionada em 25 de agosto de 1896. O projeto do Barroso baseou-se no cruzador chileno Ministro Zenteno. Teve dois outros navios irmãos, Almirante Abreu e Amazonas, que foram adquiridos pelos Estados Unidos antes de serem concluídas. Possuía 107,98 metros de cumprimento, deslocava 3 437 toneladas náuticas e era armado com seis canhões de 152 milímetros como bateria principal. O Barroso foi o primeiro navio brasileiro a dispor de radiotelegrafia.
O cruzador protegido realizou vários exercícios navais conjuntos e diversas missões diplomáticas durante toda a sua carreira. Em 1900, fez parte da chamada Divisão Branca, uma divisão de navios de guerra brasileiros em missão diplomática à Argentina. No ano de 1907, participou da famosa Revista Naval Internacional de Hampton Roads, no Estados Unidos. Durante a Revolta da Chibata, em 1910, esteve aos lado dos legalistas. Em 1913 e 1914, realizou extensos exercícios navais em conjunto com alguns encouraçados, cruzadores e contratorpedeiros brasileiros na costa dos estados de São Paulo e Santa Catarina. Foi inicialmente relacionado para rumar com a frota brasileira para Dakar, Senegal, por ocasião da Primeira Guerra Mundial. Barroso enfrentou alguns navios de guerra tomados pelos rebeldes durante a Comuna de Manaus em 1924. Nos últimos anos, atuou como navio hidrográfico até ser aposentado em 28 de julho de 1931. Foi vendido para demolição em 1948.

## Construção

### Antecedentes
No início da década de 1880, o governo brasileiro estava preocupado com o estado de sua armada. Naquela época, o país tinha o interesse de manter seu poder bélico naval relevante perante outras potências navais. Para isso, o então Ministro da Marinha José Rodrigues de Lima Duarte apresentou um relatório à Assembleia Legislativa demonstrando a necessidade de modernizar a marinha. Até o fim daquela década, o Brasil já havia adquirido dois encouraçados Aquidabã e Riachuelo. Após a queda da monarquia em 1889, irrompeu a Revolta da Armada, que novamente levou o governo brasileiro à necessidade de adquirir navios de guerra, neste caso para enfrentar os rebeldes, que naquela altura havia capturado a maior parte das embarcações da marinha. Com o fim da revolta, inicialmente não havia mais o interesse na modernização da armada, devido às discórdias e ódios que surgiram dentro da instituição.
Foi somente com o retorno de Rui Barbosa, que estava exilado na Europa, que a marinha passou por uma revalorização. Seus artigos, sob o título Lições do Extremo Oriente, onde demonstravam os grandes feitos da marinha japonesa em sua vitória na Batalha do Rio Yalu, quando derrotaram os chineses no que ficou conhecido como primeiro exemplo de batalhava naval entre grandes esquadras, procuravam exaltar o poder naval, além de demonstrar o renascimento material e humano da marinha. Tais escritos tiveram um grande impacto nos partidários da reconstrução da Marinha do Brasil. Assim, algum tempo depois, o governo brasileiro autorizou a construção, em regime de urgência, de dois encouraçados na França (Classe Deodoro), três cruzadores-torpedeiros (Classe Tupi) na Alemanha e três cruzadores protegidos na Inglaterra, sendo um deles o Barroso.

### Construção

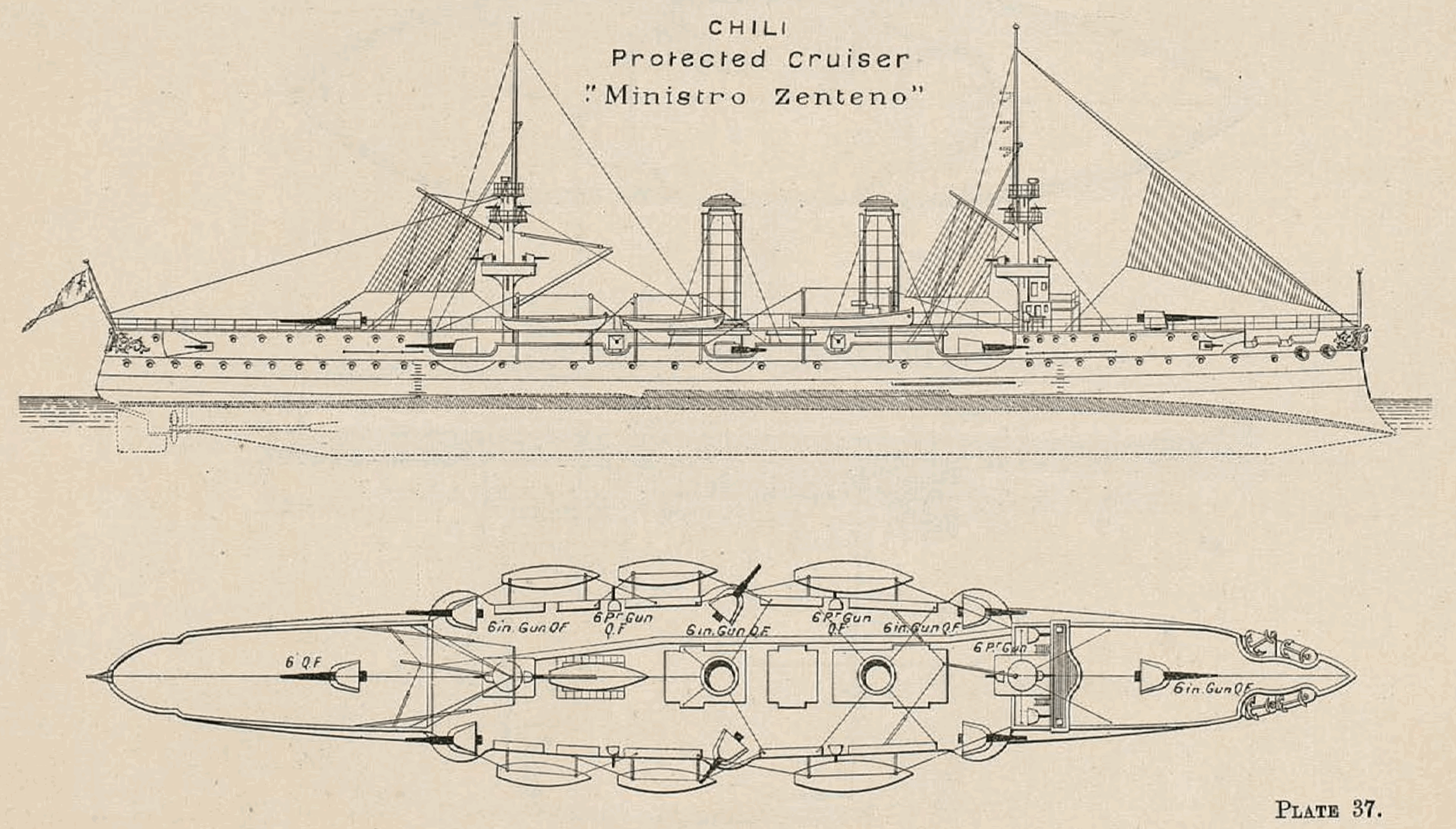
Desenho do Ministro Zenteno

O Barroso foi construído nos estaleiros da W. C. Armstrong Whitworth & Co., em Elswick, na Inglaterra. A quilha foi batida em setembro de 1895 e o lançamento e incorporação ocorrendo em 25 de agosto de 1896. A construção foi supervisionada pelo engenheiro naval João Cândido Brazil. Foi a terceira embarcação a levar o nome Barroso, em homenagem ao almirante Francisco Manoel Barroso da Silva, Barão de Amazonas. O projeto da embarcação era o mesmo do cruzador chileno Ministro Zenteno, navio de guerra originalmente construído para o Brasil que foi vendido para o Chile devido aos atrasos no pagamento. Barroso pertencia a mesma classe naval dos cruzadores Amazonas e Almirante Abreu. Devido à dificuldade brasileira em honrar o pagamento, as duas embarcações foram adquiridas pelos Estados Unidos, que as renomearam para USS News Orleans e USS Albany respectivamente.

## Características

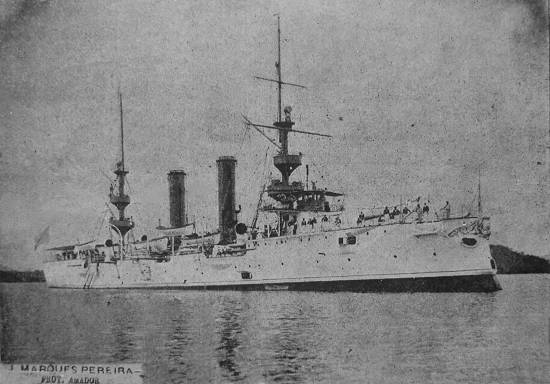
Barroso no Porto de Santos em 1902

O cruzador protegido foi construído em chapa de aço de 5/8 polegadas. Tinha 14 compartimentos estanques, convés couraçado, cinta blindada do tipo Cofferdam para proteção de áreas vitais do navio, fundo duplo, aríete e dois mastros. Tinha um deslocamento de 3 437 toneladas, 107,989 metros de comprimento total; 100,580 metros de comprimento entre perpendiculares; 13,330 metros de boca externa; 13,101 metros de boca moldada; 7,742 metros de pontal; 4,990 metros de calado à vante; 5,527 metros de calado a meio navio; 5,257 metros de calado à ré. Seu sistema de propulsão consistia de duas máquinas de tríplice expansão Humprheis, 7 512 HP, que acionavam duas hélices de três pás e impulsionavam a uma velocidade máxima de 22 nós. Tinha um raio de ação em velocidade econômica de 5 500 milhas.
Possuía seis canhões Armstrong de 152 milímetros e raiamento progressivo. Quatro canhões Armstrong de 120 milímetros, acoplados dois de cada bordo entre os canhões principais. Dez canhões de 57 milímetros Maxim Nordenfelt, situados de vante para ré; seis canhões de tiro rápido 37 milímetros Maxim Nordenfelt situados nas plataformas dos mastros. Dispunha de nove embarcações: uma lancha a vapor; uma lancha a remos; quatro escaleres; duas canoas; um bote; uma chalana, além de 27 coletes salva-vidas e 19 boias. A tripulação era composta por 389 oficiais e praças.

## História

### Primeiros anos
Barroso foi a primeira embarcação brasileira a dispor de radiotelegrafia, promovendo assim, as primeiras experiências com esse sistema no país. No ano de 1900, compôs a Divisão Branca junto com o encouraçado Riachuelo e o cruzador Tamoyo, responsável por levar o então presidente Campos Salles à Argentina em retribuição ao mesmo gesto do presidente General Roca. No dia 2 de janeiro de 1901, Barroso fez parte da 1.ª Divisão de Evoluções em conjunto com os cruzadores-torpedeiros Tupy e Tamoyo, divisão sob comando do contra-almirante Carlos Frederico de Noronha. No ano seguinte, capitaneou a Divisão Naval do Norte. Entre algumas de suas comissões se destacam a ida ao Chile em 1903, em retribuição à vinda de navios dessa nação ao Brasil.

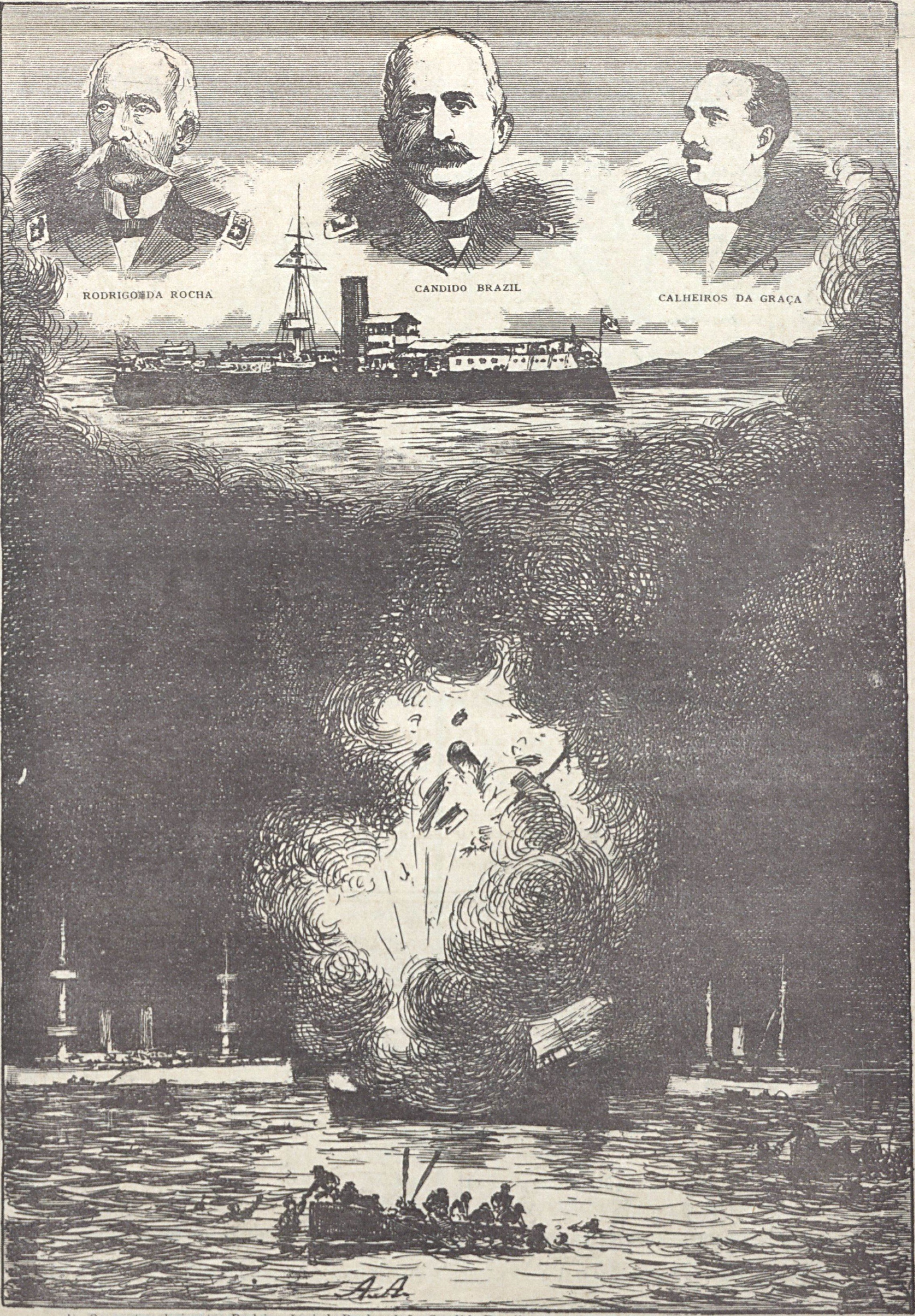
O naufrágio de 21 de janeiro de 1906, na Baía de Jacuecanga: explosão e submersão do Aquidabã, à vista dos cruzadores Barroso e Tiradentes (gravura de Angelo Agostini, publicada em O Malho, 1906).

Em 1904, ainda como nau capitânia da Divisão Naval do Norte, em Manaus, atuou durante o período de tensão entre Brasil e Peru por questões fronteiriças. Quando do desastre do Aquidabã em 1906, auxiliou no resgate dos náufragos, feridos e mortos. Por ocasião do desastre, estudava a instalação de um porto militar na mesma baía do afundamento do encouraçado. A partir de 1907, realizou comissões internacionais, acompanhando o encouraçado Riachuelo e o cruzador-torpedeiro Tamoyo. A primeira parada foi na costa chilena. Posteriormente, passou por vários portos brasileiros. Depois, fundeou em Barbados, Saint Thomas, Hampton Roads, onde participou da famosa Revista Naval Internacional de Hampton Roads, e por fim Nova Iorque. Essa frota estava sob comando do almirante Duarte Huet de Bacelar Pinto Guedes. Em 1908, trouxe os restos mortais dos almirantes Barroso e Saldanha da Gama do Uruguai. No dia 5 de janeiro de 1909 foi inaugurada a Escola de Aprendizes Marinheiros de Santos. O Barroso conduziu para o evento o então presidente do Brasil Afonso Pena, o Ministro da Marinha, Almirante Alexandrino de Alencar; o Ministro da Guerra Marechal Hermes da Fonseca e várias outras autoridades brasileiras. A embarcação recebeu o suporte do cruzador-torpedeiro Tupy e dos contratorpedeiros Pará e Piauí.

### Revolta da Chibata
Em 1910, uma grande parcela dos marinheiros da armada, que em sua grande maioria era de afrodescendentes, estava organizando uma revolta contra seus superiores devido aos castigos físicos que sofriam. Os oficiais destinavam trabalhos rígidos e disciplinas cruéis. Os marinheiros eram disciplinados severamente por qualquer falta que cometiam. Não importava se aquele castigado tinha um bom comportamento anterior ou se fosse sabidamente indisciplinado. Os castigos físicos eram corriqueiros e se resumiam a golpes de chibata. Há registros de marinheiros que recebiam quinhentas ou, até mesmo, oitocentas chibatadas em um mesmo dia. O limite preestabelecido de açoites era constantemente ignorado e ultrapassado, com pouca ou nenhuma consequência para o oficial que os aplicava. Em sua pesquisa, o escritor Álvaro Pereira do Nascimento registra apenas um processo penal contra um oficial por exagero nas chibatas. O oficial processado foi José Cândido Guillobel, que recebeu como punição apenas uma advertência. Por isso, sob liderança de João Cândido, os marinheiros se rebelaram no episódio conhecido como Revolta da Chibata.
Por ocasião da revolta, o Barroso esteve entre as embarcações que desafiaram os amotinados. No início da revolta, o cruzador encontrava-se fundeado junto com o cruzador Rio Grande do Sul em um porto conhecido como "Poço". Com os movimentos rebeldes ocorrendo, as tripulações de ambas as embarcações ficaram alertas. Pouco se sabe sobre os pormenores dos acontecimentos com a guarnição do Rio Grande do Sul, a não ser que se mantiveram fiéis ao governo brasileiro. No cruzador protegido Barroso, há registros mais detalhados. No dia 23, o comandante Amintas José Jorge estava a bordo do navio e coordenava a prontidão de sua tripulação que se encontrava animada para o combate. Às cinco horas da manhã, o encouraçado São Paulo se aproximou e um marinheiro questionou: "Oh do Barroso! Iça o sinal da revolução. Joguem esses velhos [os oficiais] n'água!". Posteriormente, o encouraçado Minas Geraes também se aproximou e a guarnição repetiu a intimação com mensagens visuais e telégrafas. Em ambos os casos, nenhum tripulante do Barroso respondeu as indagações.
Frustrados, os rebeldes ordenaram que qualquer navio que não aderisse ao movimento fosse afundado. Essa mensagem havia sido interceptada pelo operador de rádio do Barroso, fazendo com que o comandante ordenasse que o cruzador fosse posto em movimento na condição de combate, fundeando no porto de São Bento. Lá, o navio passou a ser alvo dos disparos do São Paulo, e este rumou para a Ilha dos Ferreiros para se abrigar. Na ilha, formou-se uma divisão para enfrentar os rebeldes, composta pelo Barroso, Rio Grande do Sul e Tamoyo. No entanto, não se registrou combate, com a frota permanecendo estacionada na ilha até a anistia dos amotinados.

### 1913–1916
Barroso realizou uma nova comissão para o sul do continente, zarpando do Rio de Janeiro em 19 de maio de 1913. Sob sua capitânia estava o Tupy e o Tamoyo. A frota brasileira estacionou em Buenos Aires de 24 a 27 de maio, em Montevidéu de 28 de maio a 3 de junho, e por fim, em Santa Catarina de 5 a 9 de junho. Chegou ao Rio de Janeiro no dia 11, sendo recepcionados pelos contratorpedeiros Amazonas, Alagoas, Santa Catarina, e Piauí. As duas frotas entraram em formação ao porto do Rio de Janeiro, com as tripulações em posto de continência à estátua do almirante Barroso. Entre os dias 12 de setembro e 12 de outubro, o cruzador participou de exercícios navais na Ilha de São Sebastião, em conjunto com os encouraçados Minas Geraes, São Paulo, Floriano e Deodoro, os cruzadores Bahia e Rio Grande do Sul, os cruzadores-torpedeiros Tupy, Tamoyo e Tymbira, e com os contratorpedeiros Amazonas, Pará, Piauí, Rio Grande do Norte, Alagoas, Paraíba, Sergipe, Paraná, e Santa Catarina. Em 25 de outubro, realizou a substituição de alguns componentes no Dique Guanabara da Ilha das Cobras. No ano seguinte, no mês de janeiro, participou de exercícios navais no litoral catarinense em conjunto com os cruzadores-torpedeiros da classe Tupi, até a segunda quinzena de fevereiro. Em 1914, apenas integrou divisões da esquadra e realizou alguns outros exercícios navais. Em 9 de julho de 1916, o cruzador protegido realizou uma viagem diplomática à Argentina, ancorando em Buenos Aires, levando diplomatas brasileiros para a ocasião da posse do novo presidente daquele país.

### Primeira Guerra Mundial
Ainda no ano de 1916, Barroso foi enviado à Ilha da Trindade para desembarcar uma força científica e militar e materiais necessários para que fosse instalada uma estação radiotelegráfica, depois de uma fracassada tentativa alemã de construir secretamente uma pequena base naval que fora impedida pela ação dos ingleses, em meio à Primeira Guerra Mundial, no episódio conhecido como a Batalha de Trindade. A ilha seria abandonada pelos brasileiros em setembro de 1919.
Em 1917, o Brasil entrou na Grande Guerra ao lado dos Aliados. Após várias indagações dos ingleses e americanos, o ministro da Marinha, vice-almirante Alencar, em 6 de maio de 1918, instruiu o alto comando naval a deslocar quatro dos dez contratorpedeiros brasileiros do Rio de Janeiro para Gibraltar no dia seguinte. Os cruzadores Bahia, Rio Grande do Sul e o já obsoleto Barroso, seguiriam no dia 11 de maio. O Barroso somente deveria marchar para a Europa se o Rio Grande do Sul não pudesse devido à alguma falha, para a qual as peças sobressalentes necessárias com urgência encomendadas nos EUA não fossem entregues. Em geral, os dois cruzadores mais modernos estavam em péssimo estado de conservação. O cruzador auxiliar Belmonte (o ex-vapor alemão Valesia) foi designado para ser o navio de suporte da divisão de contratorpedeiros e deveria ser equipado até 15 de maio. As embarcações necessitavam de treinamento antes de embarcar para guerra. Por isso, foi organizada exercícios navais na costa baiana. De fato, o Bahia e os quatro contratorpedeiros saíram do Rio de Janeiro no dia 11 de maio e chegaram à Bahia no dia 15. No dia 14, o Rio Grande do Sul, capitânia do Contra-almirante Frontin e o Barroso deixaram o Rio de Janeiro para se encontrar com os demais navios da Bahia. O presidente Venceslau Brás se encontrou com o comandante antes de partir. Ambos os cruzadores chegaram à Bahia em 19 de maio. O Belmonte só saiu do Rio no dia 8 de julho. No dia 31 de julho de 1918, ao entardecer, os cruzadores Rio Grande do Sul e Bahia, os contratorpedeiros Paraíba, Santa Catharina, Piauí e Rio Grande do Norte, e o cruzador auxiliar Belmonte partiram de Fernando de Noronha para Serra Leoa, onde chegaram em 9 de agosto. Dakar acabou se tornando a base para a frota brasileira.

### Anos finais

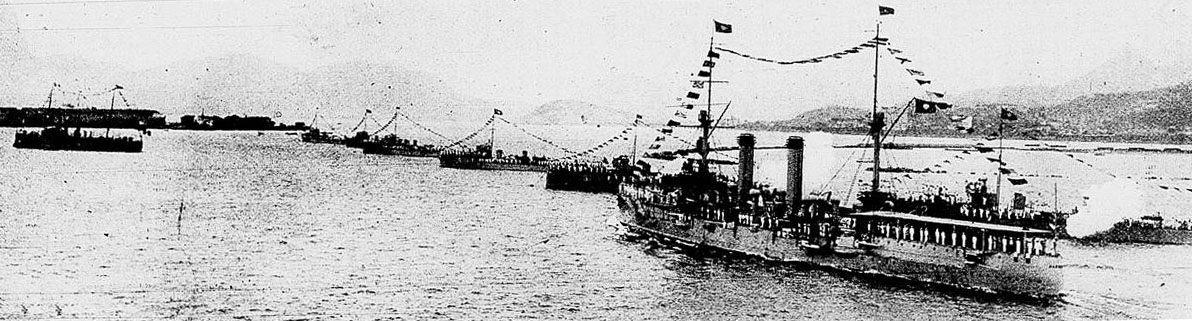
Barroso em revista da frota internacional durante o Centenário da Independência em 1922

Em 1922, o Barroso participou da cerimônia do Centenário da Independência do Brasil. Na ocasião, levou a bordo o então presidente Epitácio Pessoa e vários embaixadores para uma revista da frota internacional de navios que vieram participar da cerimônia. Os navios estavam em formação de três linhas e o Barroso percorreu todas elas, recebendo saudações deles.

#### Comuna de Manaus
Cerca de dois anos depois, em 23 de julho de 1924, como resultado de diversas revoltas ocorridas em todo país desde o início da década, irrompeu em Manaus, capital do estado do Amazonas, uma revolta que envolveu oficiais do exército e da marinha. Alguns dos líderes eram oficiais que haviam participado do levante tenentista no Rio de Janeiro, como o Primeiro Tenente do Exército Joaquim de Magalhães Cardoso Barata e o Primeiro Tenente da Marinha José Baker Azamor, ambos enviados a Manaus por justamente serem militares sob suspeição de seus anteriores comandantes devido aos seus envolvimentos insubordinados. Estes, além de outros oficiais, receberam o comando das embarcações da Flotilha do Amazonas, a saber avisos Ajuricaba e Teffé, e a canhoneira Missões, além de outras embarcações não nominadas. Aquando da revolta, os rebelados prenderam os comandantes da flotilha e tomaram as embarcações já citadas e um vapor civil de nome Jary. As forças terrestres empenharam-se em conseguir apoio das guarnições próximas, uma vez que o total dos rebelados chegava a cerca de 300 homens.
Como resposta ao movimento, o governo brasileiro enviou para combatê-los três navios de guerra, Barrroso e os contratorpedeiros Sergipe e Mato Grosso, além de dois hidroaviões para tarefa de vigilância e bombardeio. A missão dada aos navios legalistas era afundar qualquer navio "fora da lei" que não obedecesse imediatamente a ordem para se render. O poder naval dos rebelados era ínfimo ao dos legalistas. O maior canhão rebelde não superava 57 milímetros, enquanto que somente o Barroso dispunha de peças de 152 milímetros além de tubos lançadores de torpedos. Ao chegar na zona de conflito, o vapor Jary foi surpreendido pelos dois contratorpedeiros e recebeu uma carga de canhão, afundando em seguida e levando metade dos 100 tripulantes. O Barroso avistou o Teffé e disparou contra ele, porém não o atingiu. A tripulação conseguiu chegar a margem e fugiu entre a mata. Aos poucos, as embarcações foram tomadas uma a uma até sobrar o Ajuricaba, Missões e um vapor de nome Bahia, que foram presos apenas em Manaus. Era o fim do levante.
A partir de 1927, Barroso passou a atuar como navio hidrográfico, realizando medições no porto de Vitória e na Baía da Ilha Grande, em 1929 até 1930. Em 1931, foi submetido à Mostra de Desarmamento, passando a servir como Quartel de Marinheiros. O cruzador Barroso foi considerado pela marinha um navio de destaque, "por sua impecável apresentação e pelo rigor e disciplina, ordem e eficiência mantida a bordo". A embarcação esteve em serviço ativo até 28 de julho de 1931, tendo sobrevivido até 1948, quando fora enviado para demolição. Com o intuito de economizar verbas necessárias para construções navais, em meados da década de 1930, a Marinha do Brasil aproveitou algumas armas do cruzador. Um dos seus canhões de 152 milímetros fora enviado para equipar o recém-construído monitor Parnaíba. Da mesma forma, o monitor Paraguassú recebeu um dos canhões de 120 milímetros.